# Husby, Enköpings kommun
Den här sidan handlar om kyrkbyn i Husby-Sjutolfts socken, för andra Husby i Enköpings kommun, se Kungshusby i Torstuna socken, Husby by och Husby, Gryta i Gryta socken.
Husby, även Husby-Sjutolft, är kyrkbyn i Husby-Sjutolfts socken i Enköpings kommun, Uppland.
Byn består av enfamiljshus samt bondgårdar och är belägen vid länsväg C 580 och anknyts via länsväg C 579 till länsväg 263. Husby-Sjutolft kyrka ligger mitt i byn.
Postadress är 749 50 Ekolsund.